# 鑽石跳棋
鑽石跳棋（Diamond game），是兩到三人的中國跳棋變體，流行於日本與韓國。

## 棋具
- 棋盤為六芒星，每個角有顏色來區分陣營，六芒星角落稱為王位。

鑽石跳棋棋盤，雙圈圈為王位。

- 棋子數量15枚，每方有一枚王和14枚兵。

## 規則
- 玩家數可以二人或三人。
- 初始佈置王擺在王位，兵擺在其餘我方陣營。
- 連跳時兵不可跳過王，但王可跳過王或兵。
- 連跳時可以經過對手陣營。
- 棋子的目的地不能為對手陣營。
- 王必須到達對向的王位。
- 其餘規則同中國跳棋。